# 大衛·施拉姆 (天文學家)
大衛·諾曼·施拉姆（英語：David Norman Schramm，1945年10月25日—1997年12月19日），美國天文學家和教育家，世界知名的大爆炸理論專家。

## 經歷
施拉姆生於密蘇里州聖路易斯。1967年在麻省理工學院獲得學士學位，1971年在威廉·福勒的指導下於加州理工學院獲得博士學位。獲得博士學位後曾短暫任教於德克薩斯州大學奧斯汀分校，之後前往芝加哥大學任教，直到逝世時都在該校任職。

## 研究
施拉姆是研究太初核合成的先驅者，並以太初核合成研究暗物質（重子和非重子暗物質）和微中子。他對於宇宙線、超新星爆炸、以及重元素核合成做出了重要的貢獻。

## 死亡
施拉姆是一位狂熱的個人飛行員。1997年12月19日他駕駛 SA-226 飛機從芝加哥飛往科羅拉多州阿斯彭度假時失事墜毀在丹佛外圍而身亡，飛機上只有施拉姆一人。美國國家運輸安全委員會調查結果顯示是施拉姆操作錯誤導致墜毀。施拉姆逝世時仍是芝加哥大學的物理科學路易布洛克教授和研究副校長。

## 身後
2000年時，美國天文學會高能天文物理學部設置了授予對高能天文物理學科學報導做出貢獻人士的「大衛·N·施拉姆獎」作為對施拉姆的紀念。
2002年發現的小行星113952以施拉姆命名。

## 榮譽與獎項
- 1974年太平洋天文學會羅伯特·J·特朗普勒獎
- 1978年美國天文學會海伦·B·华纳天文学奖
- 1986年美国国家科学院院士
- 1993年美國物理學會利林菲尔德奖

## 著作
- From Quarks to the Cosmos by Leon Lederman and David N. Schramm (ISBN 0-7167-6012-6)
  - 《從夸克到宇宙：尋找詮釋萬物的整合力量》，李德曼、薛拉姆/著，蔡信行/譯，世潮，2004年10月12日，ISBN 9577766412
- The Big Bang and Other Explosions in Nuclear and Particle Astrophysics by David N. Schramm (ISBN 9-8102-2025-1)
- The Shadows of Creation: Dark Matter and the Structure of the Universe by Michael Riordan and David N. Schramm (ISBN 0-7167-2366-2)

## 外部連結
- Biography of David Schramm from American Institute of Physics
- David Norman Schramm 1945－1997, A Biographical Memoir by Michael S. Turner （页面存档备份，存于） National Academy of Sciences
- David Norman Schramm (1945 - 1997) American Astronomical Society